# シールズ・ウォーレン

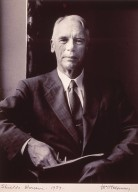
シールズ・ウォーレン、1959年

シールズ・ウォーレン（英語: Shields Warren 、1898年2月26日 - 1980年7月1日）は、アメリカ合衆国の病理学者、アメリカ海軍大佐。

## 生涯
ケンブリッジ (マサチューセッツ州)生まれ。祖父はボストン大学初代学長、父はボストン大学教養学部長であった。
ハーバード大学医学部を卒業後、糖尿病を研究し9冊の教科書を執筆、のちがん研究に転じた。電離放射線の生物学的効果を研究した医療用放射線の専門家であり、また内分泌病理学の研究者であった。
放射性降下物についての最初の体系的な調査を行い、のち海軍将校として広島市への原子爆弾投下や長崎市への原子爆弾投下による存命被害者を研究した。1956年、外科学者・アメリカ陸軍大佐アシュレー・オーターソンとの共編で調査報告書『日本における原子爆弾の医学的効果』をまとめた。
1953年バンティング・メダル、1968年アメリカがん協会ナショナルアワード、1971年エンリコ・フェルミ賞など多くの賞を受けた。彼の先駆的な業績は、多年にわたりアメリカ原子力委員会・アメリカ国防総省・米国科学アカデミー・アメリカ航空宇宙局・アメリカ合衆国退役軍人省に受け継がれた。